# Toni Bezina
Toni Bezina (Monthey, 13. siječnja 1989.) švicarski je profesionalni hokejaš na ledu hrvatskog podrijetla. Njegov otac Tonko bivši je hrvatski vaterpolist. Dosad je igrao za juniorsku momčad Servettea, upisao i nekoliko nastupa za seniore. Mladi je reprezantativac Švicarske (U20) i mlađi brat hokejaške zvijezde Gorana. Trenutačno je član hrvatskog EBEL ligaša KHL Medveščak.

## Vanjske poveznice
- Profil na The Internet Hockey Database